# میچیو تاکه‌یاما
میچیو تاکه‌یاما (انگلیسی: Michio Takeyama؛ ۱۷ ژوئیهٔ ۱۹۰۳ – ۱۵ ژوئن ۱۹۸۴) یک زبان‌شناس اهل ژاپن بود.